# Aleksander Skrzyński
Aleksander Józef Skrzyński (alɛˈksandɛr ˈskʂɨɲskʲi), né le 19 mars 1882 à Zagórzany dans le district de Gorlice en Galicie et mort le 25 septembre 1931  à Łąkociny près d’Ostrów Wielkopolski, est un homme d'État polonais qui fut le treizième premier ministre de la Deuxième République de Pologne  de 1925 à 1926. Il avait auparavant été ministre des Affaires étrangères de Pologne à deux reprises, d’abord de 1922 à 1923 puis de 1924 à 1926.
Après la Première Guerre mondiale, Skrzyński avait été ambassadeur de son pays auprès de la Roumanie (en 1919) et à ce titre, avait joué un rôle éminent dans les négociations qui avaient mené à l’alliance polono-roumaine.